# میوا ساساکی
میوا ساساکی (انگلیسی: Miwa Sasaki؛ زادهٔ ۲۰ مهٔ ۱۹۹۵) بازیکن فوتبال اهل ژاپن است.